# Attorney-General (Neuseeland)
Der Attorney-General („Generalstaatsanwalt“) in Neuseeland hat den Rang eines Ministers und ist der oberste Rechtsberater der neuseeländischen Regierung. Er ist fast immer Mitglied des Kabinetts. Amtsinhaber seit 2017 ist wiederholt der Politiker und Jurist David Parker.

## Aufgaben
Der Attorney-General hat zwei Aufgabenbereiche:
Er ist als Minister verantwortlich für das Crown Law Office, den Parliamentary Counsel Office und den Serious Fraud Office.
Er hat andererseits als oberster Rechtsbeamter der Krone die Aufsicht über die Anwendung des neuseeländischen Rechts durch die Regierung und berät die Regierung in juristischen Angelegenheiten. In dieser Rolle wird der Attorney-General vom Solicitor-General, einem unparteiischen Beamten, unterstützt. Das dient dazu, die Möglichkeit einer Beeinflussung der als unparteiisch begriffenen Aktivitäten des Attorney-General durch seine eigene Parteizugehörigkeit zu reduzieren. Der Attorney-General übt seine Funktion als oberster Jurist der Krone im Namen des Staates aus und steht damit politisch ggf. in Opposition zur aktuellen Regierung einer anderen Partei.
Das Amt des Attorney-General ist von dem des Minister of Justice zu unterscheiden, gelegentlich war jedoch die gleiche Person gleichzeitig Inhaber beider Ämter, so Martyn Finlay 1972–1975. Mehrfach übernahm der Premierminister Neuseelands dieses Amt in Personalunion.
Gegenwärtig gibt es keine gesetzliche Basis, die die Existenz des Amtes eines Attorney-General definiert. Allerdings wird in der Gesetzgebung mehrfach auf ein solches Amt Bezug genommen, so im Constitution Act 1986.
Der Attorney-General ist gewöhnlich Jurist.

## Geschichte
Das Amt besteht seit der Trennung von Neuseeland als separate Kronkolonie vom australischen New South Wales. Wegen der dualen Natur des Amtes wurde das Amt manchmal von Politikern, manchmal von Juristen ausgeübt. Nicht jeder Attorneys-General war auch Kabinettsminister.
Die Tabelle umfasst die neuseeländischen Politiker, die seit 1856 als Attorney-General Kabinettsminister waren. Sie umfasst nicht die Amtsinhaber ohne Ministerposten (mit Lücken in der Liste gekennzeichnet). Vor Einführung des Responsible Government in Neuseeland im Jahre 1856 gab es zwei weitere Attorneys-General: Francis Fisher, der 1841 für weniger als ein Jahr Amtsinhaber war und William Swainson, der das Amt bis 7. Mai 1856 innehatte. Mit der Verleihung der Regierungsverantwortung im Jahr 1856 wurde das Amt des Attorney-General zu einem Ministeramt.
| Nr. | Name                                     | unter Premier/Prime Minister                                 | Amtsantritt        | Amtsende           | Partei    |
| --- | ---------------------------------------- | ------------------------------------------------------------ | ------------------ | ------------------ | --------- |
|     | Francis Fisher                           | kein                                                         | 1841               | 1841               | parteilos |
|     | William Swainson                         | kein                                                         | 1841               | 7. Mai 1856        | parteilos |
| 1   | Frederick Whitaker                       | Sewell                                                       | 7. Mai 1856        | 20. Mai 1856       | parteilos |
| 2   | William Fox                              | (Amtsinhaber selbst)                                         | 20. Mai 1856       | 2. Juni 1856       | parteilos |
|     | Frederick Whitaker, 2. Amtszeit          | Edward Stafford                                              | 2. Juni 1856       | 12. Juli 1861      | parteilos |
|     | William Fox, 2. Amtszeit                 | (Amtsinhaber selbst)                                         | 12. Juli 1861      | 2. August 1861     | parteilos |
| 3   | Henry Sewell                             | William Fox                                                  | 2. August 1861     | 6. August 1862     | parteilos |
| 4   | Thomas Gillies                           | Alfred Domett                                                | 6. August 1862     | 23. August 1862    | parteilos |
|     | Henry Sewell, 2. Amtszeit                | Alfred Domett                                                | 23. August 1862    | 1. Januar 1863     | parteilos |
|     | Frederick Whitaker, 3. Amtszeit          | Alfred Domett, (Amtsinhaber selbst)                          | 1. Januar 1863     | 24. November 1864  | parteilos |
|     | Henry Sewell, 3. Amtszeit                | Frederick Weld                                               | 24. November 1864  | 16. Oktober 1865   | parteilos |
| 5   | James Prendergast                        | Edward Stafford                                              | 16. Oktober 1865   | 1. September 1876  | parteilos |
|     | Frederick Whitaker, 4. Amtszeit          | Harry Atkinson                                               | 1. September 1876  | 13. Oktober 1877   | parteilos |
|     |                                          |                                                              |                    |                    |           |
| 6   | Robert Stout                             | George Edward Grey                                           | 13. März 1878      | 25. Juni 1879      | parteilos |
|     |                                          |                                                              |                    |                    |           |
|     | Frederick Whitaker, 5. Amtszeit          | (Amtsinhaber selbst)                                         | 21, April 1882     | 25. September 1883 | parteilos |
| 7   | Edward Connolly                          | Harry Atkinson                                               | 25. September 1883 | 16. August 1884    | parteilos |
|     | Robert Stout, 2. Amtszeit                | (Amtsinhaber selbst)                                         | 16. August 1884    | 28. August 1884    | parteilos |
|     | Robert Stout, 3. Amtszeit                | (Amtsinhaber selbst)                                         | 3. September 1884  | 8. Oktober 1887    | parteilos |
|     | Frederick Whitaker, 6. Amtszeit          | Harry Atkinson                                               | 11. Oktober 1887   | 24. Januar 1891    | parteilos |
| 8   | Patrick Buckley                          | John Ballance, Richard Seddon                                | 24. Januar 1891    | 20. Dezember 1895  | Liberal   |
|     |                                          |                                                              |                    |                    |           |
| 9   | Albert Pitt                              | Richard Seddon, William Hall-Jones, Joseph Ward              | 22. Juni 1903      | 18. November 1906  | Liberal   |
| 10  | John Findlay                             | Joseph Ward                                                  | 23. November 1906  | 26. Dezember 1911  | Liberal   |
|     |                                          |                                                              |                    |                    |           |
| 11  | Alexander Herdman                        | William Ferguson Massey                                      | 10. Juli 1912      | 4. Februar 1918    | Reform    |
| 12  | Francis Bell                             | William Ferguson Massey, (Amtsinhaber selbst), Gordon Coates | 4. Februar 1918    | 18. Januar 1926    | Reform    |
| 13  | William Downie Stewart, Jr.              | Gordon Coates                                                | 18. Januar 1926    | 24. Mai 1926       | Reform    |
| 14  | Frank Rolleston                          | Gordon Coates                                                | 24. Mai 1926       | 26. November 1928  | Reform    |
| 15  | Thomas Sidey                             | Joseph Ward, George William Forbes                           | 10. Dezember 1928  | 22. September 1931 | United    |
|     | William Downie Stewart, Jr., 2. Amtszeit | George William Forbes                                        | 22. September 1931 | 28. Januar 1933    | Reform    |
| 16  | George William Forbes                    | (Amtsinhaber selbst)                                         | 28. Januar 1933    | 6. Dezember 1935   | United    |
| 17  | Rex Mason                                | Michael Joseph Savage, Peter Fraser                          | 6. Dezember 1935   | 13. Dezember 1949  | Labour    |
| 18  | Clifton Webb                             | Sidney Holland                                               | 13. Dezember 1949  | 26. November 1954  | National  |
| 19  | Jack Marshall                            | Sidney Holland, Keith Holyoake                               | 26. November 1954  | 12. Dezember 1957  | National  |
|     | Rex Mason, 2. Amtszeit                   | Walter Nash                                                  | 12. Dezember 1957  | 12. Dezember 1960  | Labour    |
| 20  | Ralph Hanan                              | Keith Holyoake                                               | 12. Dezember 1960  | 24. Juli 1969      | National  |
|     | Jack Marshall, 2. Amtszeit               | Keith Holyoake                                               | 22. Dezember 1969  | 2. Februar 1971    | National  |
| 21  | Dan Riddiford                            | Keith Holyoake                                               | 2. Februar 1971    | 9. Februar 1972    | parteilos |
| 22  | Roy Jack                                 | Jack Marshall                                                | 9. Februar 1972    | 8. Dezember 1972   | National  |
| 23  | Martyn Finlay                            | Norman Kirk, Bill Rowling                                    | 8. Dezember 1972   | 12. Dezember 1975  | Labour    |
| 24  | Peter Wilkinson                          | Rob Muldoon                                                  | 12. Dezember 1975  | 13. Dezember 1978  | National  |
| 25  | Jim McLay                                | Rob Muldoon                                                  | 13. Dezember 1978  | 26. Juli 1984      | National  |
| 26  | Geoffrey Palmer                          | David Lange                                                  | 26. Juli 1984      | 4. August 1989     | Labour    |
| 27  | David Lange                              | Geoffrey Palmer, Mike Moore                                  | 4. August 1989     | 2. November 1990   | Labour    |
| 28  | Paul East                                | Jim Bolger                                                   | 2. November 1990   | 5. Dezember? 1997  | National  |
| 29  | Doug Graham                              | Jim Bolger, Jenny Shipley                                    | 5. Dezember? 1997  | 5. Dezember 1999   | National  |
| 30  | Margaret Wilson                          | Helen Clark                                                  | 5. Dezember 1999   | 28. Februar 2005   | Labour    |
| 31  | Michael Cullen                           | Helen Clark                                                  | 28. Februar 2005   | 19. Oktober 2005   | Labour    |
| 32  | David Parker                             | Helen Clark                                                  | 19. Oktober 2005   | 20. März 2006      | Labour    |
|     | Michael Cullen, 2. Amtszeit              | Helen Clark                                                  | 21. März 2006      | 19. November 2008  | Labour    |
| 33  | Christopher Finlayson                    | John Key                                                     | 19. November 2008  | 26. Oktober 2017   | National  |
|     | David Parker, 2. Amtszeit                | Jacinda Ardern                                               | 26. Oktober 2017   | 25. Januar 2023    | Labour    |
|     | David Parker, 3. Amtszeit                | Chris Hipkins                                                | 25. Januar 2023    | 27. November 2023  | Labour    |
| 34  | Judith Collins                           | Christopher Luxon                                            | 27. November 2023  |                    | National  |